# Episodi di Omnibus (quinta stagione)
La quinta stagione della serie televisiva Omnibus è stata trasmessa in anteprima negli Stati Uniti d'America dalla ABC tra il 7 ottobre 1956 e il 31 marzo 1957.
| nº | Titolo originale                                         | Titolo italiano | Prima TV USA     | Prima TV Italia |
| -- | -------------------------------------------------------- | --------------- | ---------------- | --------------- |
| 1  | The American Musical Comedy                              |                 | 7 ottobre 1956   |                 |
| 2  | Androcles and the Lion                                   |                 | 14 ottobre 1956  |                 |
| 3  | The Last Day of Manolete                                 |                 | 21 ottobre 1956  |                 |
| 4  | TV/Radio Workshop of the Ford Foundation                 |                 | 28 ottobre 1956  |                 |
| 5  | Let There Be Farce                                       |                 | 4 novembre 1956  |                 |
| 6  | Moliere's School for Wives                               |                 | 11 novembre 1956 |                 |
| 7  | Plays of the Irish Renaissance                           |                 | 18 novembre 1956 |                 |
| 8  | The Blue Hotel                                           |                 | 25 novembre 1956 |                 |
| 9  | The Man without a Country                                |                 | 2 dicembre 1956  |                 |
| 10 | The Fine Art of Murder                                   |                 | 9 dicembre 1956  |                 |
| 11 | The Christmas Tie                                        |                 | 16 dicembre 1956 |                 |
| 12 | Madeline Visits Omnibus                                  |                 | 23 dicembre 1956 |                 |
| 13 | The Art of Choreography                                  |                 | 30 dicembre 1956 |                 |
| 14 | Oedipus, the King                                        |                 | 6 gennaio 1957   |                 |
| 15 | Introduction to Modern Music                             |                 | 13 gennaio 1957  |                 |
| 16 | Lee at Gettysburg                                        |                 | 20 gennaio 1957  |                 |
| 17 | The Big Wheel - The Burlesque Entertainment of Yesterday |                 | 27 gennaio 1957  |                 |
| 18 | The Theatre Breaks Loose                                 |                 | 3 marzo 1957     |                 |
| 19 | The Trial of Captain Kidd                                |                 | 10 marzo 1957    |                 |
| 20 | How the F-100 Got Its Tail                               |                 | 17 marzo 1957    |                 |
| 25 | Lizzie Borden                                            |                 | 24 marzo 1957    |                 |
| 26 | The Music of Johann Sebastian Bach                       |                 | 31 marzo 1957    |                 |